# Brühl (Naturschutzgebiet)
Der Brühl ist ein vom Regierungspräsidium Stuttgart am 4. Dezember 2002 durch Verordnung ausgewiesenes Naturschutzgebiet auf dem Gebiet der Stadt Weinsberg im Landkreis Heilbronn. 
Ein Teil der Fläche war bereits seit 1986 als flächenhaftes Naturdenkmal „Feuchtgebiet Brühltal“ geschützt, welches mit der Ausweisung des Naturschutzgebiets aufgehoben wurde.

## Lage und Beschreibung
Das ca. 20 ha große Schutzgebiet liegt etwa zwei Kilometer südwestlich von Weinsberg, westlich der Autobahn 81. Es umfasst das obere Tal des Brühlbachs, eine feuchte Senke zwischen den Erhebungen Brühl, Hörnle und Bocksacker.
Die Fläche wurde militärisch genutzt, wodurch ein kleinräumiges Vegetationsmosaik entstanden ist. Das Gebiet ist insbesondere durch verschiedene Feuchtbiotope, wie offene Gewässer, Auwälder, Röhrichte, Seggenriede und Streuwiesen geprägt.
Es gehört zum Naturraum Schwäbisch-Fränkische Waldberge und liegt im FFH-Gebiet Löwensteiner und Heilbronner Berge.

## Schutzzweck
Schutzzweck ist laut Schutzgebietsverordnung „die Erhaltung und Entwicklung des durch die frühere militärische Nutzung entstandenen kleinräumigen Vegetationsmosaiks innerhalb der ehemaligen Schießplatzfläche einschließlich umgebender Waldbereiche; großflächiger Feuchtbereiche mit für diesen Lebensraum typischer Vegetation, zugleich als Rückzugsgebiet für seltene Tierarten; des ökologischen Werts und in Teilbereichen die Wiederherstellung der früheren Wertigkeit [sowie] der in dem Gebiet vorkommenden FFH-Arten (Bombina variegata und Lycaena dispar) nach Anhang II der [...] Flora-Fauna-Habitat-Richtlinie.“